# Juan Francisco Balta del Campo
Juan Francisco Balta del Campo (Huacho, 1854-Lima, 13 de noviembre de 1886) fue un marino peruano. Durante la Guerra del Pacífico participó en la defensa del Callao.

## Biografía
Hijo del coronel Juan Francisco Balta Montero y de Antonia del Campo Vergara. Sobrino del presidente José Balta. 
El 14 de diciembre de 1868 fue admitido en la armada del Perú como guardiamarina e incorporado a la comisión de marinos enviados a la costa este de los Estados Unidos para traer en remolque a los monitores Manco Cápac y Atahualpa, embarcándose en este último. Durante el largo y peligroso viaje (que tomó la ruta del estrecho de Magallanes), estuvo a punto de ahogarse en Punta Arenas, al volcarse el bote en que se hallaba. En diciembre de 1869 pasó a bordo de la Unión.
El 19 de mayo de 1870 fue ascendido a alférez de fragata y destinado al monitor Manco Cápac. En octubre de 1870 pasó a ser alumno de la recién fundada Escuela Naval. Según un informe de Camilo N. Carrillo, director de dicha Escuela, mostró actos de indisciplina. Egresado a fines de 1872, en abril de 1873 se le sindicó nuevas faltas al servicio y se ordenó su borrado del escalafón. Sin embargo, en noviembre de 1875 se le expidió un nuevo título de alférez de fragata graduado, siendo ascendido a efectivo en 1879.
Durante la Guerra del Pacífico prestó servicios en el transporte Chalaco, hasta julio de 1879. Luego sirvió en la lancha Arno, participando en la defensa del puerto del Callao, y por su actuación en uno de los combates mereció su ascenso a teniente segundo efectivo (16 de diciembre de 1880).
Tras la ocupación de Lima por las fuerzas chilenas, quedó sin colocación. En junio de 1884 fue nombrado ayudante de la capitanía de Pisco. Luego fue nombrado capitán del puerto de Zorritos. En octubre solicitó licencia por enfermedad. En diciembre pasó a ser 2.º comandante del vapor Vilcanota. En agosto de 1885 pasó al vapor Perú, siendo ésta la última unidad en la que sirvió. Falleció en el hospital San Bartolomé de Lima.